# 英属维尔京群岛国徽
英属维尔京群岛国徽于1960年首次设计使用。

英属维尔京群岛国徽

盾徽两侧由盾构成，其中一位穿着白衣的女士手持一盏金色的灯，其他11个金灯环绕在绿色场地上。 她是半传说中的圣乌尔苏拉，基督教圣人的代表人物，据说他曾遍访欧洲穿过11,000圣母林；据说，当1493年克里斯托弗·哥伦布看到这些岛屿时，据说这些岛屿让他想起了圣厄休拉的故事，这就是这些岛屿如何得名。徽章下的拉丁格言Vigilate意为“警惕”。